# Райда (Ривицкое сельское поселение)
Райда — деревня в Максатихинском районе Тверской области. Входит в состав Зареченского сельского поселения.

## Название
25 августа 2023 года дума Максатихинского муниципального округа внесла предложение в законодательное собрание Тверской области о переименовании деревни Райда в Райда-Зареченская.

## География
Находится в северо-восточной части Тверской области на расстоянии приблизительно 21 км по прямой на юг-юго-запад от районного центра поселка Максатиха.

## История
Показана уже только на карте 1941 года как поселение с 11 дворами. До 2014 года входила в Ривицкое сельское поселение до его упразднения.

## Население
Численность населения: около 10 человек (1982 год), 0 как в 2002 году, так и в 2010.